# Nebalia schizophthalma
Nebalia schizophthalma is een kreeftachtigensoort uit de familie van de Nebaliidae. De wetenschappelijke naam van de soort is voor het eerst geldig gepubliceerd in 2001 door Haney, Hessler & Martin.